# Der Hölle Rache kocht in meinem Herzen

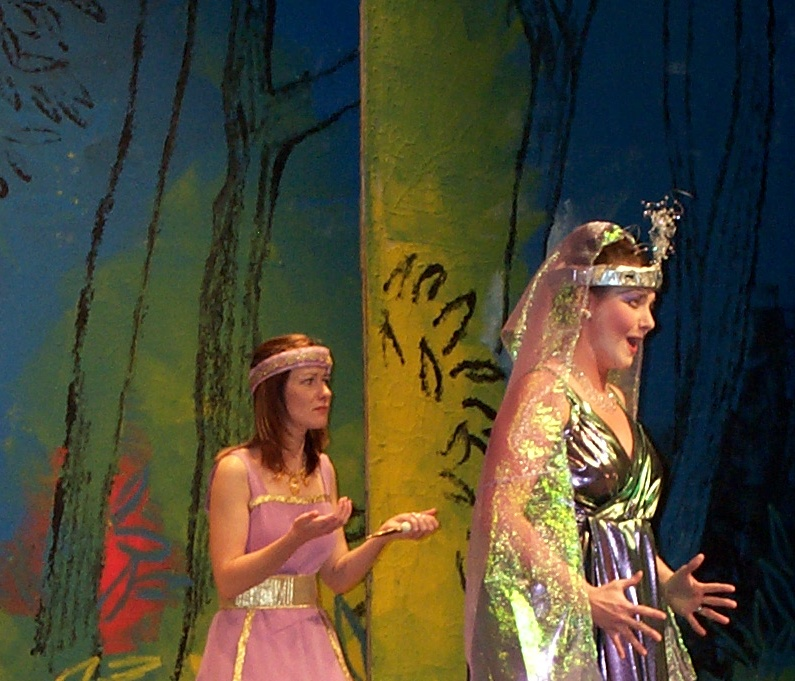
La Regina Astrifiammante accostata da Pamina, in un momento della celebre aria al Fife Opera

Der Hölle Rache kocht in meinem Herzen (dal tedesco: La vendetta dell'Inferno ribolle nel mio cuore) è la seconda aria della Regina della Notte nel Flauto magico di Mozart.

## L'aria

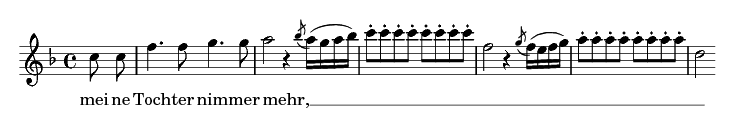
L'inizio della prima coloratura

Der Hölle Rache kocht in meinem Herzen, abbreviata comunemente Der Hölle Rache spesso chiamata l'aria della Regina della Notte (anche se lo stesso personaggio canta un'altra aria: O zittre nicht, mein lieber Sohn) è l'aria più famosa dell'intera opera e viene eseguita da un soprano di coloratura.
Intonata nel secondo atto dell'opera, descrive il moto di rabbia vendicativa con il quale la Regina della Notte consegna un coltello alla figlia Pamina e la esorta ad uccidere Sarastro, rivale della Regina, minacciandola di maledirla se questa non porterà a termine tale compito.
Questa tipologia di aria veniva utilizzata nell'opera seria per esprimere rabbia, vendetta e passione attraverso la velocità e il virtuosismo del soprano ed era chiamata aria di bravura.

## Musica
L'aria è scritta in Re minore ed è composta per flauto, oboe, fagotto, corno e archi; richiede quindi un'orchestra più grande di quella di O zittre nicht.
Rinomata per la sua difficoltà, con la sua estensione dal Fa3 al Fa5, l'aria coinvolge in misura eccezionale il registro sopracuto del soprano. Considerando anche la difficoltà artistica del contesto drammatico, è pertanto accessibile solo a voci estremamente qualificate.

## Testo
I versi sono stati scritti in lingua tedesca da Emanuel Schikaneder, l'amico di Mozart che interpretò il personaggio di Papageno nella prima rappresentazione.
| In tedesco | Traduzione in italiano |
| --- | --- |
| Der Hölle Rache kocht in meinem Herzen, Tod und Verzweiflung flammet um mich her! Fühlt nicht durch dich Sarastro Todesschmerzen, So bist du meine Tochter nimmermehr. Verstoßen sei auf ewig, Verlassen sei auf ewig, Zertrümmert sei'n auf ewig Alle Bande der Natur Wenn nicht durch dich Sarastro wird erblassen! Hört, Rachegötter, hört der Mutter Schwur! | La vendetta dell'inferno ribolle nel mio cuore, morte e disperazione fiammeggiano intorno a me! Se tramite te Sarastro non proverà le pene della morte, non sarai mai più mia figlia Ripudiata tu sia per sempre, Abbandonata tu sia per sempre, Distrutti siano per sempre Tutti i legami della natura Se Sarastro non sbiancherà per mano tua! Ascoltate, dèi della vendetta, ascoltate il giuramento di una madre! |

Nella metrica, il testo è formato da una quartina in pentametro giambico (a differenza del resto dell'opera che è in tetrametro giambico, seguita da una quartina in trimetro giambico e conclusa con una rima in pentametro. Lo schema ritmico è ABAB CCCD ED.

## Performance notevoli
La prima cantante che ha eseguito l'aria in scena fu la cognata di Mozart Josepha Hofer che all'epoca aveva 33 anni. Secondo tutti i resoconti la Hofer aveva uno straordinario registro acuto e, apparentemente, Mozart, che conosceva la sua voce, avrebbe scritto l'aria apposta per lei.
Nel film Amadeus l'aria è cantata da June Anderson.
Una registrazione dell'aria interpretata da Edda Moser, accompagnata dalla Bayerisches Staatsorchester diretta da Wolfgang Sawallisch è stata inclusa nel 1977 nel Voyager Golden Record, una raccolta di musica della Terra, sulla navicella Voyager 1..